# Крупецкая волость (Севский уезд)
Кру́пецкая волость — административно-территориальная единица в составе Севского уезда.
Административный центр — село (ныне деревня) Крупец.

## История
Волость была образована в ходе реформы 1861 года; охватывала большой лесной массив на границе с Трубчевским уездом.
В мае 1924 года, при укрупнении волостей, Крупецкая волость была упразднена, а её территория включена в состав Брасовской волости.
Ныне территория бывшей Крупецкой волости входит в Брасовский район Брянской области.

## Административное деление
В 1920 году в состав Крупецкой волости входили следующие сельсоветы: Крупецкой, Холмецкий, Холмечский, Шемякинский.

## Обратите внимание
- В литературе, посвящённой истории Севского уезда в XVII веке, также встречается упоминание о Крупецкой волости. Однако это была совершенно другая Крупецкая волость, центром которой являлось другое село Крупец (ныне Курской области).